# イーストウインド航空517便急傾斜事故
イーストウインド航空517便急傾斜事故（イーストウインドこうくう517びんきゅうけいしゃじこ）とは、トレントン・マーサー空港発リッチモンド国際空港行きのボーイング 737-2H5が着陸時の最終アプローチ中に機体が大きく右に傾いた事故である。機体は無事着陸できたが、客室乗務員1名が軽傷を負った。

## 事故当時のイーストウインド航空517便
- 機体：ボーイング 737-2H5
  - 機体記号：N221US
- 乗務員：5名
  - 運航乗務員：2名
  - 客室乗務員：3名

## 事故の概要
事故当時517便は対気速度約250ノット (460 km/h; 290 mph)、高度約4,000フィート (1,200 m)で飛行していた。その時、飛行機が大きく右に傾き、操縦不能になった。クルー達は水平に戻すためエルロンを操作し、飛行機は30秒後に自分自身で水平に戻った。緊急時のチェックリストを実行しようとした時、再び機体が大きく右に傾き、30秒後に水平に戻った。副操縦士が緊急事態を宣言し、リッチモンド国際空港に無事着陸した。機体に大きな損傷はなかった。この事故が、数年前に発生したユナイテッド航空585便墜落事故（1991年3月3日）とUSエアー427便墜落事故（1994年9月8日）の事故の原因を解明するのに役立った。
その後737型機の方向舵は特定の状況下では方向舵が操縦士の操作とは逆方向に動いてしまうというラダーリバーサル現象が発生することが判明した。

## この事故を扱った作品
- メーデー!:航空機事故の真実と真相 第4シーズン第5話「HIDDEN DANGER」